# Coloncito (Panama)
Pour les articles homonymes, voir Coloncito.
Coloncito est une localité de la province de Panama Ouest, au Panama.